# Hill-Nunatak (Queen Elizabeth Land)
Der Hill-Nunatak ist ein markanter und 1450 m hoher Nunatak im westantarktischen Queen Elizabeth Land. Er ragt 13 km ostnordöstlich des Gambacorta Peak aus den Eismassen am südöstlichen Ende der Neptune Range in den Pensacola Mountains auf.
Entdeckt wurde er am 13. Januar 1956 bei dem von der United States Navy während der ersten Operation Deep Freeze durchgeführten Transkontinentalflug vom McMurdo-Sund zum Weddell-Meer und zurück. Das Advisory Committee on Antarctic Names benannte ihn 1957 nach Jack O. Hill, Luftbildfotograf bei diesem Flug.